# ESTCube-1

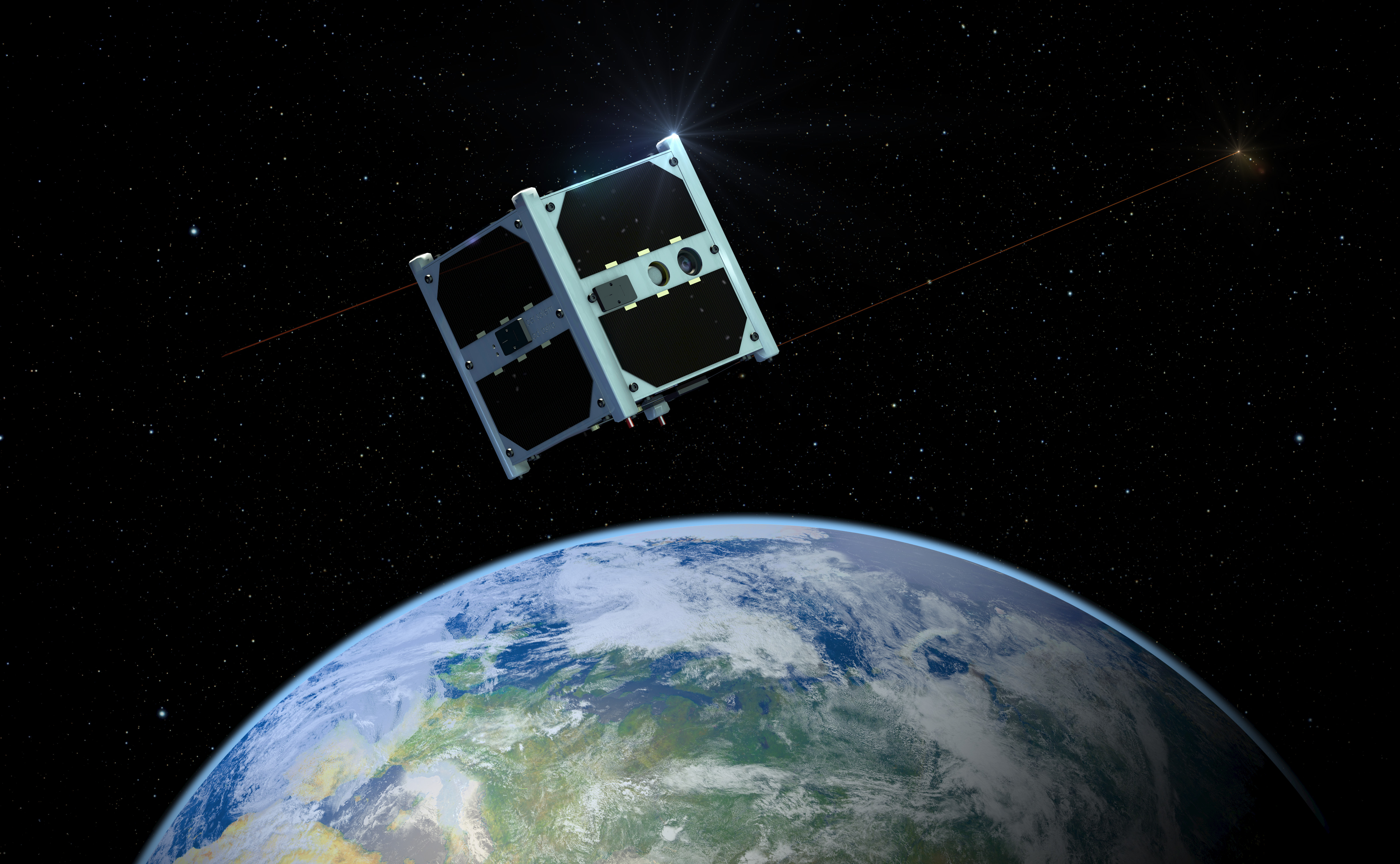
ESTCube-1 (vue d'artiste)

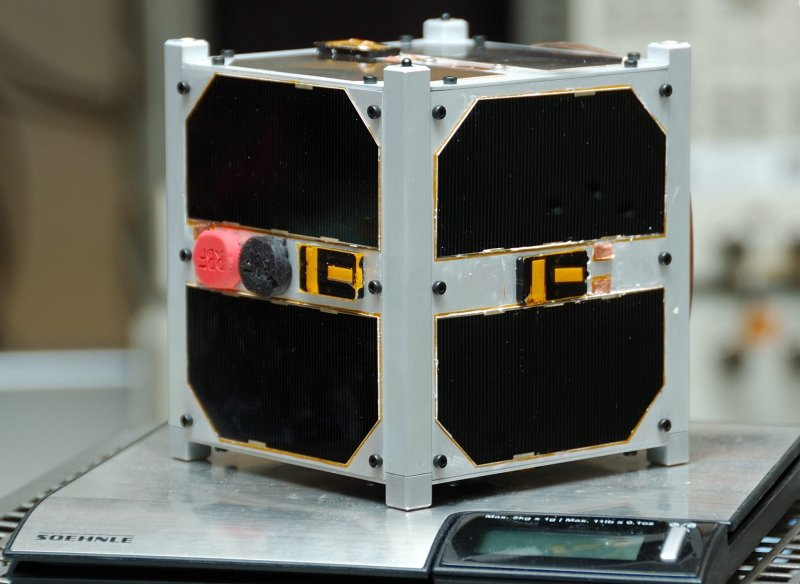
ESTCube-1

ESTCube-1 est le premier satellite estonien. Il a été développé dans le cadre du programme Satellite des étudiants estoniens et il a été lancé le 7 mai 2013 à bord d'une fusée Vega. C'est un projet éducatif dans lequel les étudiants des écoles secondaires et les étudiants des universités pourront participer,.
La simplicité et la faible utilisation de ressources du PAWN a permis son implémentation dans le programme de manipulation de données et des commandes du satellite.
Les standards des nanosatellites CubeSat ont été suivis au cours de la conception de ESTCube-1, ayant pour résultat un cube de 10x10x11,35 cm, avec un volume de 1 litre et une masse de 1,048 kg.